# Diesen
Diesen település Franciaországban, Moselle megyében. Lakosainak száma 1029 fő (2022. január 1.). Diesen Porcelette, Carling, Creutzwald, Ham-sous-Varsberg és Saint-Avold községekkel határos.

## Népesség
A település népességének változása:
| Lakosok száma | 1083 | 1071 | 1084 | 1057 | 1057 | 1057 | 1057 | 1043 | 1029 |
|               | 2013 | 2015 | 2016 | 2017 | 2018 | 2019 | 2020 | 2021 | 2022 |